# Лудогорци
Лудогорци е село в Североизточна България. То се намира в община Исперих, област Разград, на около 23 км от областния град и близо 300 км североизточно от София.

## География
Село Лудогорци и землището му са разположени в северната част на тесния Хърсовски рът, на Лудогорското плато. Селото се намира на пътната артерия Разград – Исперих – Силистра и отстои на 24 км североизточно от Разград и на 8 км южно от Исперих. Центърът му се намира на 350 м надморска височина. Релефът е почти равнинен, разнообразява се от две суходолия. Климатът е умерено-континентален. Това подсигурява прохладно лято и студена и мразовита зима. Почвите в преобладаващата си част са сиви горски, тъй ката селището е основано в пазвите на девствени гори, които впоследствие са изкоренени. По някои наклонени и ерозирани терени се срещат червени глини. Горите са представени от полезащитните пояси по двата бряга на р. Царацар, засадени с акация, дива череша, дъб, черница, смрадлика, шипки, глог, леска и други дървесни видове. В тях се срещат елени, сърни, лисици, диви котки, катерици, зайци, фазани, сойки, кълвачи, славеи, диви гълъби и др.

## История
Старото име на Лудогорци е Дурач. То е преименувано в Лудогорци на 16 май 1981 г. Село Дурач се създава през периода на османското владичество. Най-ранният писмен документ за съществуването на селището е регистърът на овцевъдите от 1573 г. Името на селището се среща в регистъра като Драшкьой (Драчкьой). Според стари турци името на селото идва от дурака (спирката), на която са спирали за почивка керваните, пътуващи за Силистра. Пак според преданията, на това място идва един старец, който започва да вари кафе на керванджиите, наречен по-късно Дурак Деде (дядото на спирката). Първите заселници на селото са турци. След 1856 г. от Крим идват и се заселват татари. По същото време в селото се заселват и черкезки семейства. След Освобождението на България много турски семейства се изселват в Турция и техните имоти се закупуват от българи. Първите заселници – българи, които идват през 1901 г., са семействата на Димитър Халаджов и Кара Йордан от Разград.

## Религия
Селото е основано от мюсюлмани, а в началото на ХХ век идват и християни. Между религиите, както и между етническите групи, винаги е имало толерантност. Джамията по данни на стари турци е построена около 1868/69 г.

## Културни и природни забележителности
- Дъбово дърво в двора на джамията. Възрастта му е определена на около 400 години
- Малък молитвен дом – Месчит, в Татарската махала
- Селищна могила в местността „Чакър кьоклик“
- Надгробна тракийска могила в югоизточната част на селището
- Паметните плочи на загиналите във войните от Лудогорци, които се намират пред училището

## Редовни събития
- Всяка година се провежда земляшка среща, на която се събират местните жители, които са се изселили в други населени места.
- Ежегодно на 1 май се организира селищен празник.
- Българи и турци заедно отбелязват своите празници – Курбан Байрам, Коледа, Великден, Гергьовден, Никулден, Рамазан Байрам. Те са реалните продължители на тези традиции във времето.

## Личности
- Халиме Джевадилова – доцент по математика в СУ „Климент Охридски“
- Стефан Генчев Филев – старши асистент в РУ „Ангел Кънчев“
- Симеон Христов Пейковски – оркестрант в „Радио София“
- Акиф Джевадилов – преподавател в Института по биотехнологии в гр. Разград
- Светла Неделчева Манева – научен работник, кандидат на математическите науки
- Д-р Сюзан Едхем – специалист по акушерство и гинекология
- Пенчо Бенев Пенчев – офицер от Втората световна война, по-късно началник поща
- Пройно Христов Цонев – председател на Общинския съвет за култура, секретар на читалището

## Обществени институции
- Кметство;
- Пощенска станция към Български пощи;
- Народно читалище „Развитие 1928 г.“ – Председатели на читалището за периода 1968 – 1974 са както следва Еюб Мумджиев, Бончо Илиев и Исмаил Исмаилов. За посочения период секретари са Иса Мусов, Цанка Вълова и Пенка Кирилова. Активно работят самодейните колективи. Певческият състав участва в празниците „Исперихска пролет“ и е награден. Съставът е с ръководител Йордан Ботев. Създаден е турски театрален състав с ръководител Гьочгялдиев. Основан е битов оркестър към читалището, който заедно с певческия състав с ръководител Маргарита Узунова участва в празниците „Исперихска пролет“ в гр. Исперих. За активната си дейност през периода 1971-1975 г. читалищната библиотека е наградена със званието „Окръжен първенец“. През 1973 г. е създаден кино-фото кръжок с ръководител Нихат Билялов, който впоследстие изработва около 10 любителски филма и започва да документира всички събития в селото. Фондът на библиотеката през 1974 г. е 8050 тома. Тя се оформя като средищна библиотека и оказва методическа помощ на читалищните библиотеки в селата Голям Поровец, Старо селище, Бърдоква и Йонково. След 1990 г. председатели на читалището са Ангелина Митева, Айдън Хюсеин и Осман Осман, а читалищен секретар е Наталия Ганева;
- Основно училище „Христо Ботев“. – Училището е създадено преди 1944 г. През 1959 г. българското и турското училища се сливат в едно – Народно основно училище „Христо Ботев“ – с. Дурач. За пръв път през учебната 1961/1962 г. се открива осми клас, в който се обучават учениците от съседните села – Йонково, Голям Поровец, Старо селище и Бърдоква. През същата учебна година е открито и вечерно училище. От 1959 г. директори на училището са Хасан Хюсеинов, Мюмюн Чакъров, Ремзие Билялова, Йордан Ковачев, Али Наимов, Адил Решидов, Тодорка Бонева, Данко Кънчев, а към момента  учебното заведение се ръководи от Йълмаз Ефраим;
- Детска градина „Дора Габе“;
- ПК „Пробуда“ – продължава дейността на създадената на 3 януари 1922 г. Кредитна кооперация „Пробуда“ – с. Дурач. Съществува самостоятелно до 1953 г., когато към нея се присъединява ПК в с. Бърдоква, а през м. март 1960 г. и кооперациите в селата Голям Поровец и Йонково. През 1962 г. е построена двуетажна кооперативна постройка, в която са настанени канцелариите на кооперацията и ТКЗС, магазин за хранителни стоки, сладкарница, питиепродавница-ресторант, дюкян за облекло и обувки;
- Здравна служба със стоматологичен кабинет;
- Джамия.

## Любопитно
- 1901 г. – в село Дурач идват първите българи заселници – семействата на Димитър Халаджов и Кара Йордан от Разград
- 1915 г. – Марко Генчев отваря първата кръчма
- 1933 г. – преселници добруджанци играят първата пиеса „Калин Орелът“
- 1937 г. – закупен е първият колесен плуг
- 1947 г. – закупена е първата футболна топка от И.Маринов и др.
- 1951 г. – закупена е първата комбайна от ТКЗС
- 1953 г. – селото е водоснабдено
- 1957 г. – прекаран е първият електропровод